# Walter A. Shewhart
Walter Andrew Shewhart (New Canton, 18 de março de 1891 – 11 de março de 1967) foi um físico, engenheiro e estatístico americano, conhecido como o "pai do controle estatístico de qualidade".

## Vida
Ele foi formado pela universidade de Illinois e seu Ph.D., em Física, foi obtido na universidade da Califórnia em 1917. Após trabalhar como engenheiro na empresa Western Eletric, ele se transferiu, em 1925, para os laboratórios da Bell Telephones, onde trabalhou com ferramentas estatísticas para examinar quando uma ação corretiva deveria ser aplicada a um processo.
Foi consultor de várias organizações, entre elas o Departamento de Guerra Americano, as Nações Unidas e o Governo Indiano. Ele também lecionou nas universidades de Harvard, Rutgers e Princeton.

## Estudos
A contribuição mais importante de Shewhart, tanto para a Estatística quanto para a indústria, foi o desenvolvimento do Controle Estatístico de Qualidade. A ideia era incorporar o uso de variáveis aleatórias independentes e identicamente distribuídas. O princípio geral por trás da ideia é que quando um processo está em estado de controle e seguindo uma distribuição particular com certos parâmetros, o propósito é determinar quando o processo se afasta deste estado e quais ações corretivas devem ser tomadas.
O processo de Shewhart, desenvolvido em 1924, resolveu este problema. Este procedimento fornece um sinal de quando o processo se alterou da média alvo "m". Shewhart desenvolveu "linhas de ação" do tipo m ± k.s/raiz(n), onde "s" é o desvio padrão e "k" é uma constante que ele determinou como sendo aproximadamente três. Se o processo se desvia da média fixada, um sinal é dado se a média da amostra cai fora das linhas de ação. Este procedimento é confiável o suficiente para ter uma probabilidade de somente 1/500 de se cometer Erro do Tipo I. Shewhart apresentou sua ideia de controle estatístico através da utilização de gráficos de controle e diagramas de corrida (run chart) que ele apresentou aos seus superiores em 16 de maio de 1924.
Um problema que o procedimento de Shewhart não considerou é que ele não determina a magnitude da alteração no processo, sendo incapaz de rapidamente encontrar grandes mudanças dentro de pequenas amostras. Sabendo a magnitude da alteração é possível ajustar o procedimento pela magnitude encontrada. Estes problemas foram trabalhados por estatísticos tais como Dudding, Jennett e Grant em 1940 e 1950.
Shewhart realizou contribuições para os métodos estatísticos também. Ele falava sobre a necessidade de definições operacionais e especificações nos relatórios de pesquisa. Características dos dados (comum, azul, homem, mulher, etc.) não podem comunicar de forma apropriada a menos que estejam em termos estatísticos. As características não possuem um valor verdadeiro por si só. Shewhart também acreditava que na apresentação de resultados de pesquisas os dados apresentados deveriam apresentar toda a evidência. Parâmetros estatísticos tais como média e variância deveriam somente ser utilizadas se eles conduzissem de volta aos mesmos resultados.
Shewhart reforçava a ideia que as leis físicas somente poderiam ter um sentido perfeito em contextos estatísticos. Ele argumentava que uma quantidade demasiadamente grande de constantes era utilizada e que na vida real poucas se mantinham. Somente através da estatística alguém pode obter resultados acurados das muitas leis físicas.
As contribuições de Shewhart tanto para a indústria quanto para a Estatística foram significativas, e sua influência sobre estatísticos como W. E. Deming resultaram na melhoria dos processos e na alta qualidade na indústria que ocasionaram o grande desenvolvimento japonês do século XX.
O PDCA tornou-se popular pelo W. E. Deming, que é considerado por muitos como o pai do controle de qualidade moderno. No entanto, ele sempre se refere a ele como o "ciclo de Shewhart".
Em síntese:
- Criou o CEP
- Criou a carta de controle para a média (famosa Xbar)
- "Os dados não tem significado se apresentados à parte de seu contexto"
- "Conjuntos de dados possuem sinais e ruídos. Para ser capaz de extrair informação, deve-se separar o sinal dos ruídos dentro dos dados".
- Implementou o CEP para a Bell Telefones em busca da redução de falhas nos sistemas, tornando viável a alguns sistemas elétricos serem implementados no subsolo como resultado da redução da necessidade de manutenção.

Seu trabalho está sumarizado no livro Economic Control of Quality of Manufactured Product, publicado em 1931.